# María Ignacia Rodríguez de Velasco y Osorio Barba

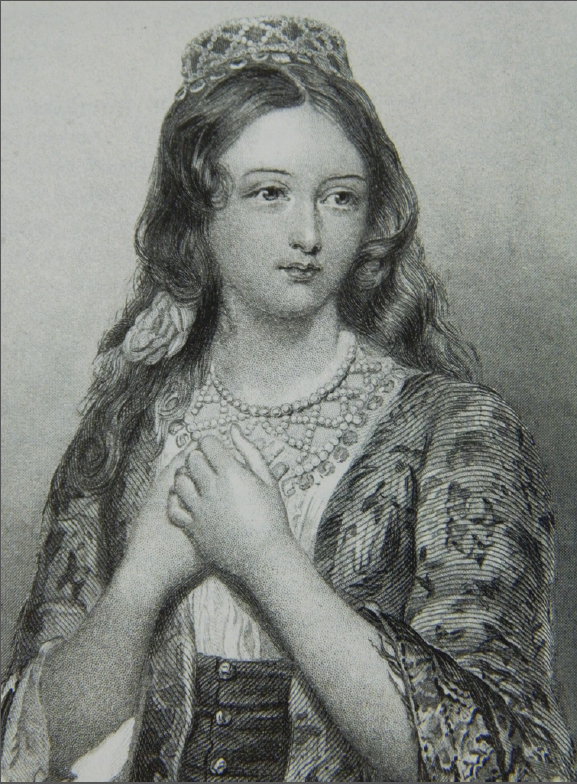
Fantasibild av María Ignacia Rodríguez de Velasco y Osorio Barba.

María Ignacia Rodríguez de Velasco y Osorio Barba, känd som La Güera Rodríguez, född 1778 i Mexico City, död 1851 i Mexico City, var en mexikansk adelskvinna. Hon var en viktig symbolfigur för Mexikos frigörelse från Spanien. 

## Biografi
María Ignacia var dotter till Antonio Rodríguez de Velasco och María Ignacia Osorio Barba y Bello Pereyra. Hon hade en syster, María Josefa Rodríguez de Velasco. Genom skiljedom av vicekung Juan Vicente de Güemes och biskopen gifte María Ignacia sig med José Jerónimo López de Peralta de Villar Villamil i september 1794. Även om äktenskapet var olyckligt blev paret föräldrar till fyra barn.
María Ignacia blev känd i det nya spanska samhället för sin skönhet och slagfärdighet. Utländska resenärer hänvisade till henne som "ett slags Madame de Stael". Guillermo Prieto, en krönikör, sade om henne: "Güera märktes inte bara för sin skönhet utan också för sin slagfärdighet och sin plats i societeten".
I början av 1840-talet hävdade en resenär att "La Güera" varken hade förlorat sin skönhet eller sin charm: Hon var "mycket trevlig och en perfekt levande krönika ... trots sin ålder och de rynkor även de vackraste ansiktena får, behåller La Güera ett överflöd av sköna lockar utan ett grått hår, en uppsättning vackra vita tänder, mycket fina ögon och stor livlighet."
María Ignacia stödde de mexikanska rebellernas sak med pengar och genom sina relationer. Hon anklagades till och med för kätteri, för att ha stött självständighetssträvandena och för att ha kommit överens med den katolska prästen Miguel Hidalgo y Costilla. María Ignacia ställdes inför en tribunal av den spanska inkvisitionen den 22 mars 1811, samtidigt anklagades Juan Sáenz de Mañozca för sexuell promiskuitet. Anklagelserna släpptes på grund av brist på bevis och efter att María Ignacia hade framhållit bristen på moral hos inkvisitören, en förmodad homosexuell. Efter rättegången förvisade vicekung Francisco Javier de Lizana y Beaumont henne till Querétaro under en kort tid.
María Ignacia hade ett romantiskt förhållande med Agustín de Iturbide, den framtida kejsaren i Mexiko, över vilken hon utövade stort politiskt inflytande. Hennes förhållanden gjorde det möjligt för henne att få tillgång till konfidentiella handlingar, liksom det brev som skickades från Ferdinand VII till vicekungen Juan José Ruiz de Apodaca y Eliza 1820, med principerna i den framtida Igualaplanen, där man föreslog att en populär militär ledare skulle förhandla med rebellerna. María Ignacia föreslog att Iturbide kunde vara den mannen.
En roman, La Güera Rodrígez (1949), och en film, även den med titeln La Güera Rodrígez, (1978), har gjorts om hennes liv.